# Étienne Radet
Etienne Radet, francoski general, * 1762, † 1825.
1. ↑  SNAC — 2010.
2. 1 2  Find a Grave — 1996.
3. ↑  data.bnf.fr: platforma za odprte podatke — 2011.